# Luís Gallotti
Luís d'Assunção Gallotti (Tijucas, 15 de agosto de 1904 — Rio de Janeiro, 24 de outubro de 1978) foi um político e magistrado brasileiro. Foi deputado estadual de Santa Catarina, procurador-geral da República e ministro do Supremo Tribunal Federal.
Pai de Octavio Gallotti, que também foi ministro do Supremo Tribunal Federal, além de avô de Isabel Gallotti, ministra do Superior Tribunal de Justiça, e tio de Paulo Gallotti, ex-ministro do STJ.

## Biografia
Filho dos italianos Beniamino (Benjamin) Gallotti, comerciante e político, e Francisca Angeli. Era irmão de Francisco Benjamin Gallotti. Casou-se com Maria Antonieta Pires de Carvalho e Albuquerque, filha do também ministro Antônio Joaquim Pires de Carvalho e Albuquerque.
Formou-se na Faculdade Nacional de Direito do Rio de Janeiro, em 1926.
Foi deputado à Assembleia Legislativa de Santa Catarina na 13ª legislatura (1928 — 1930), e procurador da República.
Foi interventor federal em Santa Catarina, de 8 de novembro de 1945 a 5 de fevereiro de 1946. Depois foi nomeado Procurador-geral da República, de 1947 a 1949.
Ministro do Supremo Tribunal Federal em 1949, foi nomeado presidente daquela corte em 1966. Foi anteriormente presidente do Tribunal Superior Eleitoral, de 1955 a 1957.
Membro da Academia Catarinense de Letras, eleito para a cadeira 22 em 13 de setembro de 1969, tomou posse em 14 de dezembro de 1971.
Foi condecorado com a grã-cruz da Ordem Nacional do Mérito, Ordem do Sol Nascente, Ordem de Rio Branco, Ordem do Mérito, Ordem de Santo Olavo, Ordem de São Miguel e São Jorge, entre outras. O Ministro Luis Gallotti foi eleito no ano  de 1978 conselheiro da Instituto dos Advogados Brasileiros (IAB), onde era o sócio n.°435, remido.
Faleceu aos 74 anos, em 24 de outubro de 1978, vitimado por um infarto fulminante, durante discurso no Conselho Superior do Instituto dos Advogados do Brasil, no Rio de Janeiro; ele apenas sentou-se e tombou no ombro do Conselheiro Edmundo Luis Neto, ao lado. O corpo foi sepultado no dia seguinte no Cemitério de São João Batista. 